# Vailate
Vailate is een gemeente in de Italiaanse provincie Cremona (regio Lombardije) en telt 4299 inwoners (31-12-2004). De oppervlakte bedraagt 9,8 km², de bevolkingsdichtheid is 426 inwoners per km².

## Demografie
Vailate telt ongeveer 1760 huishoudens. Het aantal inwoners steeg in de periode 1991-2001 met 13,9% volgens cijfers uit de tienjaarlijkse volkstellingen van ISTAT.
| Jaar | Inwoneraantal |
| ---- | ------------- |
| 1991 | 3489          |
| 2001 | 3973          |

## Geografie
Vailate grenst aan de volgende gemeenten: Agnadello, Arzago d'Adda (BG), Calvenzano (BG), Capralba, Misano di Gera d'Adda (BG), Torlino Vimercati.

## Geboren
- Pierino Baffi (1930-1985), wielrenner
- Adriano Baffi (1962), wielrenner